# Panarício herpético
Um panarício herpético é uma lesão dedo causada pela infeção com o vírus do herpes simples. A doença é comum entre profissionais de saúde e dentistas que entram em contacto com o vírus. Os sintomas mais comuns são inchaço, vermelhidão e sensibilidade na pele do dedo infetado. Em alguns casos pode ser acompanhada de febre e aumento de volume dos gânglios linfáticos. No decorrer da infeção formam-se pequenas vesículas individuais que posteriormente se unem. Ao contrário de outros panarícios, não há formação de pus. A condição geralmente resolve-se no prazo de duas a três semanas.